# Крейдянка (Шевченковский район)
Крейдянка (укр. Крейдянка) — село,
Аркадевский сельский совет,
Шевченковский район,
Харьковская область, Украина.
Село ликвидировано в ? году.

## Географическое положение
Село Крейдянка находится на левом берегу реки Великий Бурлук,
выше по течению на расстоянии в 2 км расположено село Раздольное,
ниже по течению на расстоянии в 1 км расположено село Аркадевка.

## История
- ? — село ликвидировано.